# Matthew Judon
Matthew „Matt“ Judon (geboren am 15. August 1992 in Baton Rouge, Louisiana) ist ein US-amerikanischer American-Football-Spieler auf der Position des Outside Linebackers. Er spielte College Football für die Grand Valley State University. Seit 2025 steht Judon bei den Miami Dolphins in der National Football League (NFL) unter Vertrag. Zuvor spielte er für die Baltimore Ravens, die New England Patriots und die Atlanta Falcons.

## College
Judon ging auf die West Bloomfield High School im Oakland County in Michigan. Anschließend ging er ab 2010 auf die Grand Valley State University, um dort College Football für die GVSU Lakers in der NCAA Division II zu spielen. Dort legte er zunächst ein Redshirt-Jahr ein. Ab der Saison 2012 war er Stammspieler für die Lakers. Die Saison 2013 verpasste er wegen einer Knieverletzung. Da das Jahr als Medical Redshirt angerechnet wurde, behielt Judon seine Spielberechtigung am College ein Jahr länger. In seiner letzten College-Football-Saison führte Judon die Division II mit 21 Sacks an, darüber hinaus erzielte er 23,5 Tackles for Loss und konnte drei Fumbles erzwingen. Er gewann den Gene Upshaw Award für den besten Offensive oder Defensive Lineman in der Division II.

## NFL
Judon wurde im NFL Draft 2016 in der 5. Runde an 146. Stelle von den Baltimore Ravens ausgewählt. Da die Ravens auf der Linebacker-Position mit Terrell Suggs, Elvis Dumervil, Za’Darius Smith, Albert McClellan, C. J. Mosley und Kamalei Correa bereits gut besetzt waren, sah er in seiner Rookiesaison nur begrenzte Einsatzzeit. Er kam auf 27 Tackles und vier Sacks. In seinem zweiten NFL-Jahr war Judon nach Suggs mit acht Sacks der zweiteffektivste Pass Rusher seines Teams. Beim 23:0-Sieg der Ravens über die Green Bay Packers am elften Spieltag  erzielte Judon sieben Tackles, zwei Sacks and erzwang einen Fumble, weshalb er als AFC Defensive Player of the Week ausgezeichnet wurde.
2018 erzielte Judon sieben Sacks. Nach der Saison verließen mit Suggs, Smith und Mosley mehrere starke Linebacker das Team, sodass die Rolle von Judon in der Defense noch bedeutender wurde. In der Saison 2019 wurde Judon erstmals in den Pro Bowl gewählt. Insgesamt kam er 2019 auf 9,5 Sacks, zudem konnte er vier Fumbles forcieren. Da sein Vertrag nach der Saison auslief, hielten die Ravens Judon mit dem Franchise Tag. Am 28. Mai unterschrieb er den Franchise Tag, sodass er 16,8 Millionen Dollar für die Saison 2020 erhielt. Auch 2020 wurde Judon für den Pro Bowl nominiert.
Im März 2021 unterschrieb Judon einen Vierjahresvertrag über 56 Millionen Dollar bei den New England Patriots. In seiner ersten Saison für New England stellte Judon mit 12,5 Sacks einen neuen Karrierebestwert auf, er wurde erneut in den Pro Bowl gewählt. In der Saison 2022 wurde Judon erneut in den Pro Bowl gewählt und übertraf mit 15,5 Sacks seinen persönlichen Rekord aus dem Vorjahr. In der Saison 2023 zog Judon sich am vierten Spieltag gegen die Dallas Cowboys einen Bizepsriss zu und verpasste daher den Rest der Saison.
Infolge gescheiterter Vertragsverhandlungen mit Judon gaben die Patriots ihn im August 2024 im Austausch gegen einen Drittrundenpick an die Atlanta Falcons ab. Dort erzielte er in einer Saison 5,5 Sacks. Im August 2025 schloss Judon sich den Miami Dolphins an.

### NFL-Statistiken
| 2016                               | BAL    | 14  | 0  | 27  | 12  | 15  | 4,0  | 2  | 0 | 0  | 0 | 0 | 1 | 0 |
| 2017                               | BAL    | 16  | 12 | 61  | 51  | 10  | 8,0  | 3  | 0 | 0  | 0 | 2 | 1 | 0 |
| 2018                               | BAL    | 16  | 8  | 44  | 29  | 15  | 7,0  | 3  | 0 | 0  | 0 | 1 | 0 | 0 |
| 2019                               | BAL    | 16  | 16 | 54  | 43  | 11  | 9,5  | 0  | 0 | 0  | 0 | 4 | 0 | 0 |
| 2020                               | BAL    | 14  | 13 | 50  | 32  | 18  | 6,0  | 2  | 0 | 0  | 0 | 0 | 0 | 0 |
| 2021                               | NE     | 17  | 16 | 60  | 38  | 22  | 12,5 | 1  | 0 | 0  | 0 | 0 | 1 | 0 |
| 2022                               | NE     | 17  | 15 | 60  | 36  | 24  | 15,5 | 3  | 0 | 0  | 0 | 2 | 1 | 0 |
| 2023                               | NE     | 4   | 2  | 13  | 10  | 3   | 4,0  | 0  | 0 | 0  | 0 | 0 | 0 | 0 |
| 2024                               | ATL    | 17  | 15 | 41  | 25  | 16  | 5,5  | 5  | 1 | 27 | 0 | 0 | 0 | 0 |
| Gesamt                             | Gesamt | 131 | 97 | 410 | 276 | 134 | 72,0 | 19 | 1 | 27 | 0 | 9 | 4 | 0 |
| Quelle: pro-football-reference.com |        |     |    |     |     |     |      |    |   |    |   |   |   |   |